# Xesús Díaz Díaz
Xesús Díaz Díaz   (Ferrol, 8 de setembre de 1944 - la Corunya, 8 de juliol de 2025) fou un sindicalista gallec, secretari general de CCOO de Galícia entre 1992 i 2000. Inicià la seva trajectòria laboral als 14 anys a les drassanes d’Astano (actual Navantia Fene), on entrà en contacte amb moviments obrers. El 1962 participà en la seva primera vaga i s’integrà en les Comissions Obreres clandestines i en el PCE durant la dictadura franquista, fet que li comportà dues detencions i un període de presó.
El 1978, amb la legalització dels sindicats, s’incorporà a la direcció de CCOO Galícia. Durant el seu mandat com a secretari general impulsà la creació de la Fundació 10 de Març i promogué el reconeixement del 10 de març com a  Día da Classe Obreira Galega. També va ser un dels fundadors d’Esquerda Unida de Galícia i membre del Consell Confederal de CCOO estatal als anys noranta.
Va rebre el Premi 10 de Març (2010) i el de la Fundació Luís Tilve (2023). Participà en la Comissió per la Recuperació de la Memòria Històrica i en SOS Sanitat Pública, i donà suport simbòlic a les candidatures de Sumar el 2023 i 2024. És el pare de la política Yolanda Díaz i enviudà el 2013. Morí de càncer als 80 anys.